# Sporting Clube Farense
El Sporting Clube Farense es un club de fútbol portugués de la ciudad de Faro en la región del Algarve. Fue fundado en 1910. Desde la temporada 2025-26 juega en la Liga de Honra, la segunda categoría del Fútbol en Portugal.

## Historia

### Fundación y primeros años
El fútbol llegó al Algarve en torno a 1907. La corbeta "Duque de Palmela", anclado en la Ria Formosa de Faro, albergaba una escuela de navegantes, que jugaban improvisados partidos tanto en el buque como en tierra firme; los autóctonos de la zona quedaron extrañados, y a la vez maravillados cuando observaban aquellos hombres jugando a algo que ignoraban completamente. Aquello se llamaba fútbol, y ya era un deporte muy popular en Inglaterra. El primero de estos partidos del que se tiene constancia tuvo lugar en junio de 1907.
João Gralho fue el principal precursor de la creación de un equipo de fútbol en Faro, pensó que sería positivo "institucionalizar" de alguna manera el fútbol en la ciudad, ya que todos los encuentros que se jugaban no eran más que pequeños partidillos improvisados entre amigos en unos terrenos también improvisados. Esta idea atrajo la atención de los jóvenes farenses que soñaban con jugar en un terreno debidamente acondicionado y contra equipos de otras ciudades. De esta manera, se fundó el 1 de abril de 1910 el Sporting Club Farense, siendo uno de los equipos de fútbol portugueses más antiguos que existen.

### Colores identificativos
Los colores que identifican la equipación del SC Farense siempre han sido el blanco y el negro (actualmente camiseta blanca y calzonas negras pero, anteriormente, la camiseta era a rayas blancas y negras similar, por ejemplo, a la del Newcastle United Football Club inglés). La elección de esos colores tiene una curiosidad histórica; el Farense quiso adoptar los mismos colores que el Sporting Clube de Portugal, pero las conexiones del Algarve con la ciudad de Lisboa eran mucho más precarias de lo que son hoy, y el único contacto visual con el equipo de la capital era a través de la fotografía. Aquellas fotografías eran en blanco y negro, por lo que las camisetas de los jugadores lisboetas de color verde y blanco se interpretaron como negras y blancas y esos fueron los colores que, desde aquel momento, vistió el equipo de Faro.

## Estadio

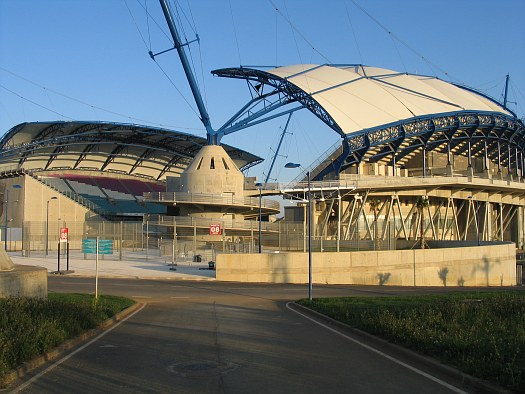
Estádio Algarve – Vista desde el lado sur.

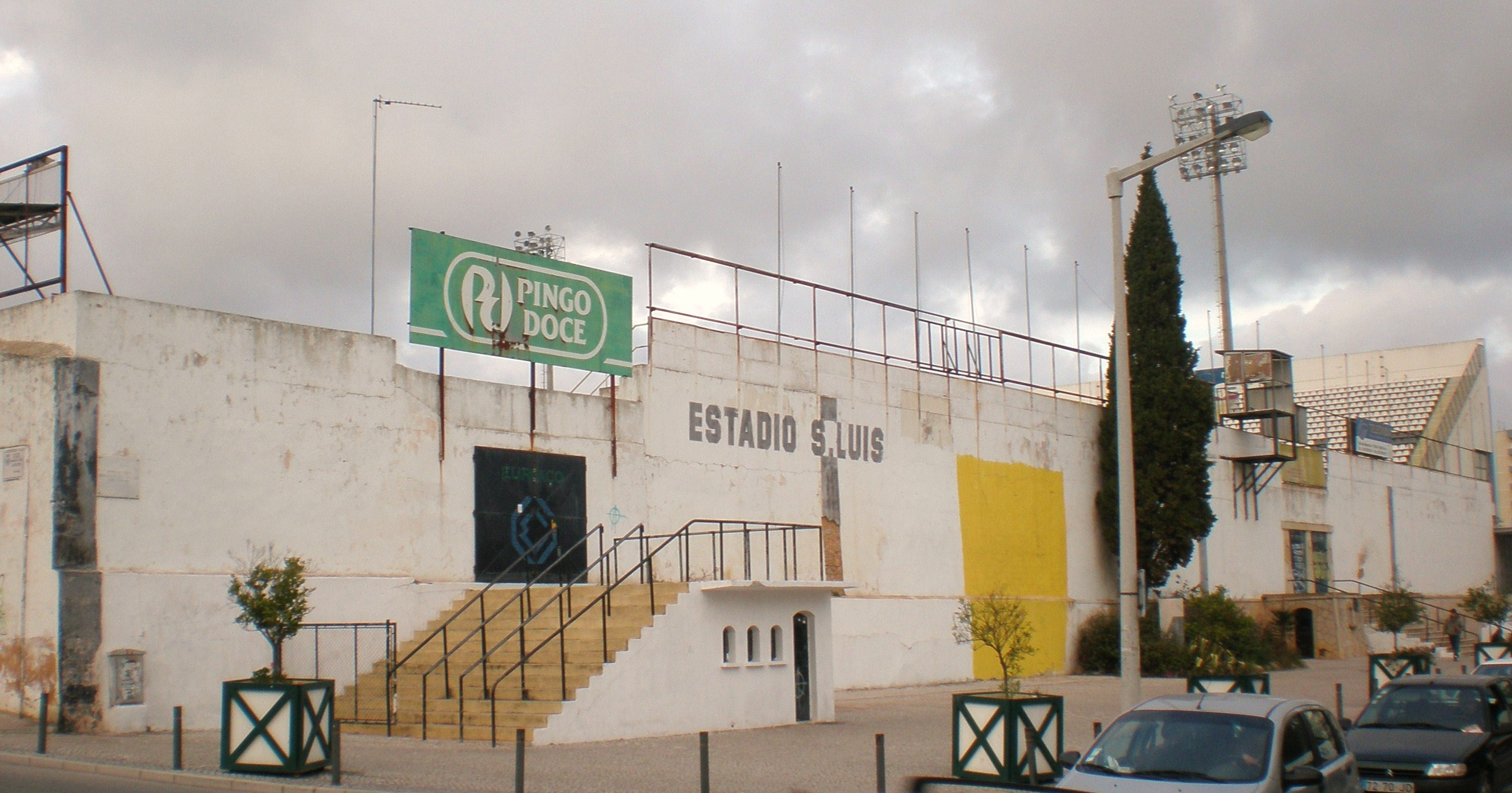
Estádio de São Luís – Estadio Actual.

Para la Eurocopa 2004 celebrada en Portugal, el Estadio Algarve fue uno de los escenarios en los que se desarrolló la competición. Este estadio se encuentra situado entre los términos municipales de Faro y Loulé, colaborando ambas ciudades en la construcción del recinto. Se pensó que este moderno estadio con capacidad para más de 30.000 espectadores podía ser el nuevo hogar del Farense, pero el equipo de la capital del Algarve no vivía sus mejores momentos y se encontraba lejos de la élite, por lo que se optó por seguir jugando en el Estadio de São Luís, más vetusto y pequeño, pero situado dentro de la ciudad de Faro y con el que se sentían plenamente identificados los aficionados farenses, con la previsión de que el equipo se mude cuando regrese a las primeras divisiones del fútbol portugués.

## Datos del club
- Temporadas en 1ª: 24
- Temporadas en 2ª: 37
- Mejor puesto en la liga: 5° en 1995
- Peor puesto en la liga: 18° en 1988

## Futbolistas destacados
| - Carlos Fernandes - Zé Tó - Bruno Alves - Fábio Felício - Ricardo Vaz Tê - Pedro Pelé | - Zé Carlos - Peter Eastoe - Dimitrios Konstantopoulos - Hajry Redouane - Hassan Nader - Henry Makinwa | - Peter Rufai - Lucian Marinescu - Milonja Đukić - Perry Mutapa - Ferenc Mészáros - Pablo Zegarra |

## Palmarés

### Torneos nacionales (2)
- II Divisão (Tercera División) (2): 1940, 1983
- Tercera División de Portugal (1): 2012
- Campeonato de Algarve (5): 1915, 1918, 1934, 1936, 1938
- Primera División de Algarve (1): 2008

## Participación en competiciones de la UEFA
| Temporada | Torneo   | Ronda | Club               | Casa | Visita | Global |
| --------- | -------- | ----- | ------------------ | ---- | ------ | ------ |
| 1995/96   | UEFA Cup | 1     | Olympique Lyonnais | 0–1  | 0–1    | 0–2    |